# Wężojad nikobarski
Wężojad nikobarski (Spilornis klossi) – gatunek średniej wielkości ptaka drapieżnego z rodziny jastrzębiowatych (Accipitridae). Jest endemiczny dla położonych na Oceanie Indyjskim wysp południowej części archipelagu Nikobarów: Wielki Nikobar, Mały Nikobar i Menchal.
SystematykaJest to gatunek monotypowy. Był często uznawany za podgatunek wężojada czubatego (S. cheela), a później także za podgatunek wężojada małego (S. minimus), po tym jak wydzielono je z S. cheela.
MorfologiaUpierzenie ma barwę brązową na grzbiecie, białą na brzuchu, cynamonowo-żółtą na klatce piersiowej. Ogon jest biało-brązowy, głowa czarna, policzki szare, szyja brązowo-żółta, nogi i oczy żółte. Wężojady nikobarskie osiągają długość 38–42 cm, a rozpiętość ich skrzydeł wynosi 85–95 cm.
Ekologia i zachowanieŻyją głównie w lasach pierwotnych, najczęściej wśród koron drzew, na wysokości od 0 do 600 m n.p.m. Występują również na łąkach i siedliskach regenerujących się. Często widywane w pobliżu cieków wodnych. Żywią się głównie gadami, gryzoniami oraz mniejszymi ptakami.
StatusMiędzynarodowa Unia Ochrony Przyrody (IUCN) od 2023 roku uznaje wężojada nikobarskiego za gatunek zagrożony (EN – endangered). Wcześniej był klasyfikowany jako gatunek bliski zagrożenia (NT – near threatened) od 2002 roku, kiedy to został on po raz pierwszy sklasyfikowany przez tę organizację jako osobny gatunek. W 2001 roku gatunek był opisywany jako pospolity, ale w roku 2012 – jako rzadki. Liczebność szacuje się na 150–370 dorosłych osobników z bardziej prawdopodobną liczebnością między 150 a 180 ptaków. Trend liczebności populacji nie jest określony.